# Georgien beim Junior Eurovision Song Contest
Teilnehmende Rundfunkanstalt

Erste Teilnahme
2007
Anzahl der Teilnahmen
18 (Stand 2024)
Höchste Platzierung
1 (2008, 2011, 2016, 2024)
Höchste Punktzahl
239 (2016, 2024)
Niedrigste Punktzahl
51 (2015)
Punkteschnitt (seit erstem Beitrag)
114,43 (Stand 2020)
Punkteschnitt pro abstimmendem Land im 12-Punkte-System
6,20 (Stand 2015)
Dieser Artikel befasst sich mit der Geschichte Georgiens als Teilnehmer am Junior Eurovision Song Contest.

## Vorentscheide
Seit dem Debüt 2007 wurden bis 2011 jedes Jahr nationale Vorentscheide abgehalten. 2012 und 2013 fanden Castings statt und eine Jury stellte Gruppen speziell für den JESC zusammen. 2014 wurde Lizi Pop durch eine Jury-Vorentscheidung ausgewählt, ebenso Virus 2015 und Mariam Mamadaschwili 2016. In den darauffolgenden Jahren veranstaltete der Sender mehrteilige Vorentscheidungen unter dem Namen Ranina.

## Teilnahme am Wettbewerb

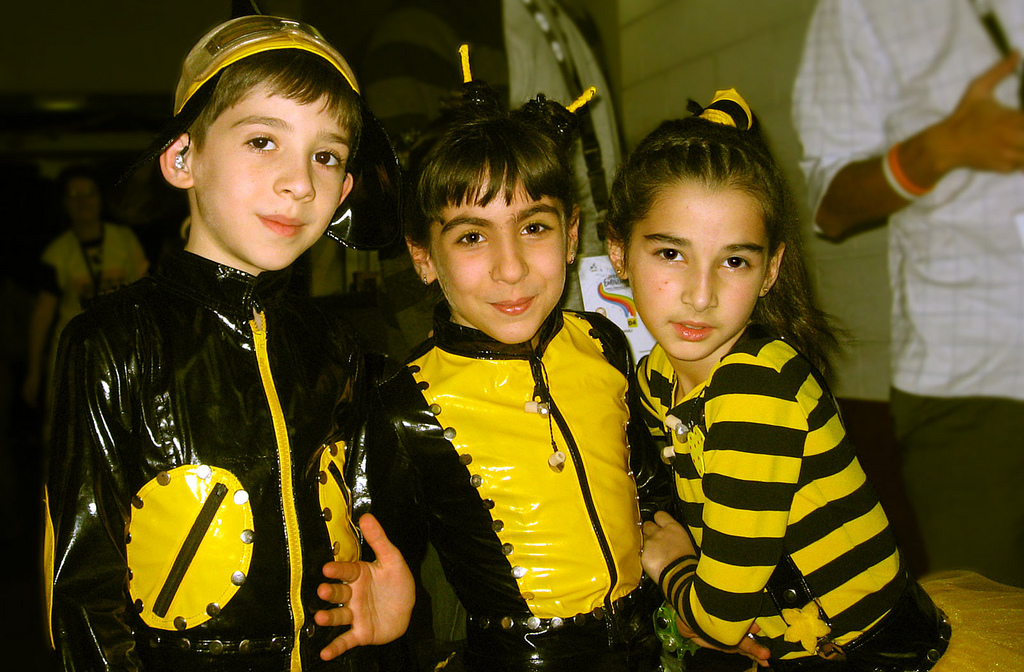
Bzikebi, die Sieger von 2008

Die nationale Rundfunkanstalt GBP ist Mitglied der Europäischen Rundfunkunion und auch wenn das Land geographisch zu Asien gehört nehmen Sänger und Gruppen aus Georgien teil.
2007 nahm man zum ersten Mal teil und wurde Vierter. 2008 siegte man mit 154 Punkten, 2009 stellte sich mit einem siebten Platz das mit Abstand schlechteste Ergebnis bis dahin ein. Nach einem vierten Platz 2010 siegte das Land 2011 erneut und steht damit neben Belarus und Malta als eines von nur drei Ländern mit zwei Siegen in der Bilanz. 2012 wurde man erstmals Zweiter, allerdings war der Abstand zum Sieger der bisher größte in der Geschichte des Wettbewerbs. Nach einer weiteren Top-5-Platzierung 2013 wurde man 2014 Elfter, die damals schlechteste Platzierung des Landes seit dem Debüt 2007. Der zehnte Platz 2015 sorgte ebenfalls für einen Knick in der georgischen Erfolgskurve. 2016 gewann Mariam Mamadaschwili für Georgien in Malta zum dritten Mal. Georgien ist somit das Land mit den meisten Siegen, vor Malta, Russland und Belarus. 2017 fand der Wettbewerb erstmals in Georgien, in der Hauptstadt Tiflis, statt. Hier wurde man als Gastgebernation Zweiter. Zwar gewann man bereits 2008 und 2011, jedoch entschied sich der Sender beide Male gegen eine Ausrichtung aufgrund fehlender finanzieller Mittel. Anders als beim ESC muss der Vorjahressieger allerdings auch nicht Gastgeber im darauffolgenden Jahr sein.
2019 schließlich unterbot Georgien sein vormals schlechtestes Ergebnis: Giorgi Rostiaschwili erreichte mit 69 Punkten den 14. Platz. 2020 erreichte man Platz 6, im Folgejahr 2021 konnte man mit einem vierten Platz wieder unter die ersten Fünf gelangen. Im Jahr danach 2022 erreichte man den ersten dritten Platz in der Geschichte des Landes.
Mit vier Siegen, zwei zweiten Plätzen und mehreren Platzierungen unter den ersten Fünf zählt das Land zu den erfolgreichsten Ländern beim JESC. Außer Frankreich konnte bislang mehr als zwei Mal den Wettbewerb gewinnen. Beachtlich ist, dass Georgien im Vergleich zum regulären ESC beim Junior ESC deutlich erfolgreicher ist. Georgien ist zudem das Land, das als einziges in einer imaginären Sprache gesungen hat: 2008 siegte man mit Bzz, 2010 wurde man Vierter mit Mari-Dari.

## Liste der Beiträge

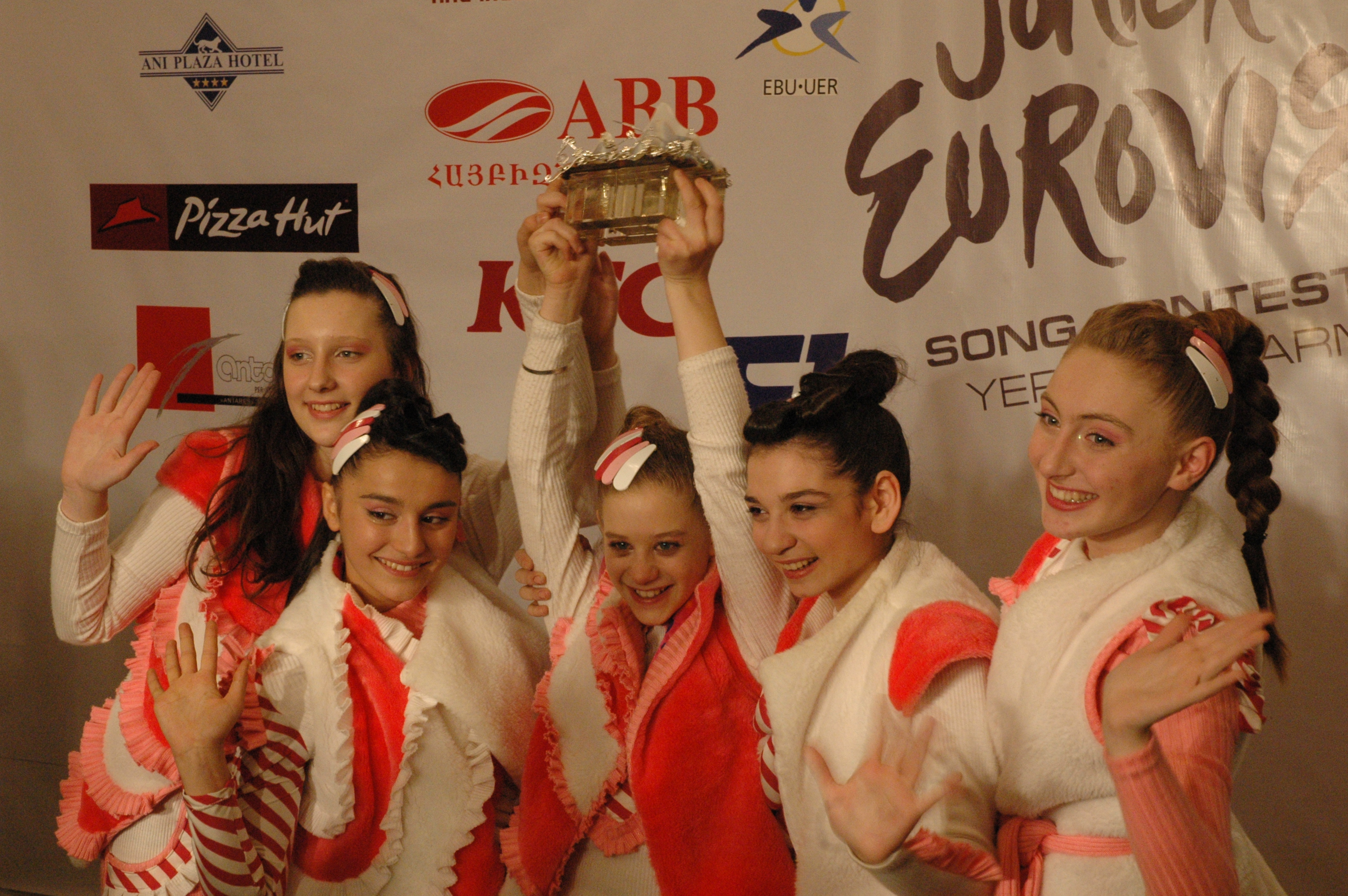
CANDY gewannen 2011

| Jahr | Interpret                                | Titel (Musik / Text)                                                                             | Sprache                          | Übersetzung                 | Platz Teilnehmer (gesamt) | Punkte |
| ---- | ---------------------------------------- | ------------------------------------------------------------------------------------------------ | -------------------------------- | --------------------------- | ------------------------- | ------ |
| 2007 | Mariam Romelaschwili მარიამ რომელაშვილი  | Odelia ranuni (ოდელია რანუნი) (Mariam Romelaschwili)                                             | Georgisch                        | -                           | 4 / 17                    | 116    |
| 2008 | Bzikebi ბზიკები                          | Bzz... (Bzikebi)                                                                                 | Konstruierte Sprache             | -                           | 1 / 15                    | 154    |
| 2009 | Princesses                               | Lurji prinveli (ლურჯი ფრინველი) (Elene Makaschwili, Sasa Zurzumia / Lisa Kenia, Irina Sanikidse) | Georgisch                        | Blauer Vogel                | 7 / 13                    | 68     |
| 2010 | Mariam Kakhelischwili მარიამ კახელიშვილი | Mari-Dari (მარი-დარი) (Giorgi Kuchianidse, Mariam Kachelischwili)                                | Konstruierte Sprache             | -                           | 4 / 14                    | 109    |
| 2011 | Candy                                    | Candy Music (G. Kuchianidse / Candy)                                                             | Georgisch                        | Süßigkeiten-Musik           | 1 / 13                    | 108    |
| 2012 | Funkids                                  | Funky Lemonade (Giorgi Kuchianidse, Funkids)                                                     | Georgisch                        | Verrückte Limonade          | 2 / 12                    | 103    |
| 2013 | The Smile Shop                           | Give Me Your Smile (Giorgi Kuchianidse, The Smile Shop)                                          | Georgisch, Englisch              | Gib mir dein Lächeln        | 5 / 12                    | 91     |
| 2014 | Lizi Pop                                 | Happy Day (Giorgi Kuchianidse)                                                                   | Georgisch, Englisch              | Fröhlicher Tag              | 11 / 16                   | 54     |
| 2015 | Virus                                    | Gabede (გაბედე) (Giorgi Kuchianidse / Erekle Deisadse)                                           | Georgisch                        | Wage!                       | 10 / 17                   | 51     |
| 2016 | Mariam Mamadaschwili მარიამ მამადაშვილი  | Mzeo (მზეო) (Giga Kuchianidse)                                                                   | Georgisch                        | Sonne                       | 1 / 17                    | 239    |
| 2017 | Grigol Kipshidse გრიგოლ ყიფშიძე          | Voice Of The Heart (Giga Kuchianidse)                                                            | Georgisch                        | Stimme des Herzens          | 2 / 16                    | 185    |
| 2018 | Tamar Edilaschwili თამარ ედილაშვილი      | Your Voice (Aleksandre Lortkipanidse / Sopio Toroschelidse)                                      | Georgisch, Englisch              | Deine Stimme                | 8 / 20                    | 144    |
| 2019 | Giorgi Rostiaschwili გიორგი როსტიაშვილი  | We Need Love (David Evgenidse)                                                                   | Georgisch, Englisch              | Wir brauchen Liebe          | 14 / 19                   | 69     |
| 2020 | Sandra Gadelia                           | You Are Not Alone (Giorgi Kuchianidse / Temo Sadschaia)                                          | Georgisch, Englisch              | Du bist nicht allein        | 6 / 12                    | 111    |
| 2021 | Niko Kajaia                              | Let's Count The Smiles (Giga Kuchiandse)                                                         | Georgisch, Französisch, Englisch | Lass uns die Lächeln zählen | 4 / 19                    | 163    |
| 2022 | Mariam Bigvava                           | I Believe (Beni Kdagidse, Iru Chetschanowi, Giorgi Kuchianidse)                                  | Georgisch, Englisch              | Ich glaube                  | 3 / 16                    | 161    |
| 2023 | Anastasia & Ranina                       | Over The Sky (Giorgi Asanischwilia, Bethko, Mebo Nuzubidse)                                      | Georgisch, Englisch              | Über dem Himmel             | 14 / 16                   | 74     |
| 2024 | Andria Putkaradse                        | To My Mum (Giorgi Kukhianidze, Maka Davitatia)                                                   | Georgisch                        | An meine Mutter             | 1 / 17                    | 239    |
| 2025 |                                          |                                                                                                  |                                  |                             |                           |        |

## Ausgetragene Wettbewerbe
| Jahr | Stadt  | Austragungsort | Moderation                  |
| ---- | ------ | -------------- | --------------------------- |
| 2017 | Tiflis | Olympia-Palast | Helen Kalandadse & Lizi Pop |
| 2025 | Tiflis | Olympia-Palast |                             |

## Punktevergabe
Folgende Länder erhielten die meisten Punkte von oder vergaben die meisten Punkte an Georgien:
| Die meisten vergebenen Punkte | Die meisten vergebenen Punkte | Die meisten vergebenen Punkte |
| Platz                         | Land                          | Punkte                        |
| ----------------------------- | ----------------------------- | ----------------------------- |
| 1                             | Armenien                      | 81                            |
| 2                             | Ukraine                       | 67                            |
| 3                             | Belarus                       | 50                            |
| 4                             | Litauen                       | 40                            |
| 5                             | Russland                      | 35                            |

| Die meisten erhaltenen Punkte | Die meisten erhaltenen Punkte | Die meisten erhaltenen Punkte |
| Platz                         | Land                          | Punkte                        |
| ----------------------------- | ----------------------------- | ----------------------------- |
| 1                             | Armenien                      | 79                            |
| 2                             | Ukraine                       | 63                            |
| 3                             | Russland                      | 62                            |
| 4                             | Niederlande                   | 51                            |
| 4                             | Belarus                       | 51                            |

Stand: 2014